# Aeros-2
O Aeros-2 é um Ultraleve Pendular, designado e produzido pela empresa Aeros de Kiev na Ucrânia. A aeronave é fornecida completa pronta para voar ou em forma de kit de construção caseira amadora.

## Variantes
No mercado dos Estados Unidos o modelo é comercializado com as seguintes denominações:
- Venture 500 - equipado com motor Rotax 503 de 50 hp (37,3 kW).[3]
- Venture 600 - equipado com motor Rotax 582 de 64,4 hp (48,0 kW).[3]